# Alexandre Laurendeau
J.-Alexandre Zenón Laurendeau (* 13. Dezember 1870 in Lachenaie, Québec; † 13. Juli 1933 in Montreal) war ein kanadischer Oboist, Klarinettist und Musikpädagoge.

## Leben
Laurendeau spielte Klarinette in der Montreal Concert Band unter der Leitung von Edmond Hardy. Ab ungefähr 1890 gehörte er dem Orchester des Sohmer Park an. 1899 war er Erster Oboist bei der Sommertour des Orchesters von John Philip Sousa. Im Winter darauf spielte er Aufnahmen bei der Berliner Gramophone Company ein. Etwa zur gleichen Zeit war er auch Mitglied des Pittsburgh Symphony Orchestra. 1905 gewann er einen Wettbewerb um die Stelle des Solooboisten bei der New York Philharmonic Symphony Society, die er zwölf Jahre innehatte. Von 1910 bis 1920 war er außerdem Erster Oboist der New York Symphony Society unter Leitung von Walter Damrosch.
Nachdem er die Funktion zweier Finger verloren hatte, musste er seine aktive Laufbahn als Musiker aufgeben und kehrte nach Montreal zurück. Dort widmete er sich der Komposition und der Lehrtätigkeit. Unter anderem studierte ab 1926 Réal Gagnier bei ihm. Laurendeau war ein Cousin des Komponisten Louis-Philippe Laurendeau und Schwager des Musikalienhändlers George Violetti.